# Te cunosc de undeva! (Sezonul 13)
Sezonul 13 al emisiunii de divertisment Te cunosc de undeva! a debutat pe Antena 1 la data de 8 septembrie 2018. Emisiunea a fost prezentată de Alina Pușcaș și Cosmin Seleși.
Juriul este format din Andreea Bălan, Ozana Barabancea, Aurelian Temișan și Cristian Iacob.

## Distribuția

### Celebrități
- Alexandra Velniciuc - actriță
- Alin Gheorghișan - actor
- Ana Baniciu și Raluka - cântărețe
- Barbara Isasi (de la Mandinga) - cântăreață
- Carmen Rădulescu - cântăreață
- Connect-R - cântăreț
- Jean de la Craiova - cântăreț
- Mihai Trăistariu - cântăreț
- Romică Țociu - actor

### Juriul
- Andreea Bălan
- Ozana Barabancea
- Aurelian Temișan
- Cristian Iacob

### Jurizare
Dupa ce concurenții și-au făcut transformările, fiecare din membrii juriului acorda note de la 4 la 12. După notarea concurenților se alcătuia un clasament provizoriu al juriului. La acest clasament se adăugau punctele acordate de concurenți. Și anume, fiecare dintre concurenți avea la dispoziție cinci puncte pe care să le acorde artistului preferat. Concurentul cu cel mai mare punctaj după cele două jurizări câștiga ediția respectivă și primea 1000 de euro, pe care urma să îi doneze. La finalul sezonului, celebritatea câștigătoare a primit 15.000 de euro.

## Interpretări
Legendă:
     Câștigător
| Star                  | Ediția 1                       | Ediția 2                         | Ediția 3                     | Ediția 4                      | Ediția 5                    | Ediția 6             | Ediția 7                                      | Ediția 8            |
| --------------------- | ------------------------------ | -------------------------------- | ---------------------------- | ----------------------------- | --------------------------- | -------------------- | --------------------------------------------- | ------------------- |
| Alexandra Velniciuc   | Laura Stoica                   | Camila Cabello                   | Jennifer Lopez               | Dan Spătaru                   | Mioara Velicu               | Madonna              | Toto Cutugno                                  | Alla Pugaciova      |
| Alin Gheorghișan      | Whitney Houston                | Willy William                    | Matthew Koma                 | Mireille Mathieu              | P!nk                        | PSY                  | Silvia Dumitrescu                             | Nelu Vlad           |
| Ana Baniciu și Raluka | Ottawan                        | Ariana Grande & Stevie Wonder    | Cornel Palade & Romică Țociu | Delia & Grasu XXL             | Azucar Moreno               | Cardi B & Bruno Mars | Annie Lennox & David Bowie                    | Lady Gaga & Beyonce |
| Barbara Isasi         | Rihanna                        | Eagle-Eye Cherry                 | Rita Ora                     | Pepe                          | Shoniwa Shingai (Noisettes) | Meghan Trainor       | Aretha Franklin                               | Benone Sinulescu    |
| Carmen Rădulescu      | Doris Day                      | Diana Ross                       | Aurelian Temișan             | Lepa Brena                    | Eros Ramazzotti             | Bonnie Tyler         | Gloria Estefan                                | Taylor Swift        |
| Connect-R             | Maluma                         | Gabriel Cotabiță                 | Howard Kaylan (The Turtles)  | Adam Levine                   | Tina Turner                 | Cornelia Catanga     | Jason Derulo                                  | Dalida              |
| Jean de la Craiova    | Ionuț Galani                   | Corina Chiriac                   | Viorica de la Clejani        | Eric Clapton                  | Manu Chao                   | James Brown          | Sava Negrean Brudașcu                         | Mirabela Dauer      |
| Mihai Trăistariu      | Lou Bega                       | Maria Callas                     | Roman Iagupov                | Niculina Stoican              | Patty Pravo                 | Charlie Puth         | Amy Winehouse                                 | Daddy Yankee        |
| Romică Țociu          | Romica Puceanu                 | Joe Dassin                       | Jaba                         | Carmen Miranda                | Marius Moga                 | Raffaella Carrà      | Salman Khan                                   | Marian Nistor       |
|                       |                                |                                  |                              |                               |                             |                      |                                               |                     |
| Star                  | Ediția 9                       | Ediția 10                        | Ediția 11                    | Ediția 12                     | Ediția 13                   | Ediția 14            | FINALA                                        |                     |
| Alexandra Velniciuc   | Elena Cârstea                  | Gabi Luncă                       | Liviu Vârciu                 | Patricia Kaas                 | Marina Voica                | Michael Jackson      | Alexandra Velniciuc & Nidia & Horia Moculescu |                     |
| Alin Gheorghișan      | Celia Cruz                     | Irina Loghin                     | Fuego                        | Liza Minnelli                 | Liviu Teodorescu            | Michael Jackson      | Alin Gheorghișan & Silvia Dumitrescu          |                     |
| Ana Baniciu și Raluka | Céline Dion & Barbra Streisand | Michael Jackson & Britney Spears | Andrè                        | Ion Dolanescu & Maria Ciobanu | ASIA                        | Michael Jackson      | Catherine Zeta-Jones & Renée Zellweger        |                     |
| Barbara Isasi         | Anastacia                      | Dan Bălan                        | Raluka                       | Rod Stewart                   | Antonia                     | Michael Jackson      | Christina Aguilera                            |                     |
| Carmen Rădulescu      | Petrică Mâțu Stoian            | Loredana Groza                   | Nana Mouskouri               | Daniel Iordachioaie           | Fuego                       | Michael Jackson      | Carmen Rădulescu & Nico                       |                     |
| Connect-R             | Justin Timberlake              | John Legend                      | Coolio                       | Bob Marley                    | Alex Velea                  | Michael Jackson      | Hugh Jackman                                  |                     |
| Jean de la Craiova    | Bobby Farrel                   | Mihai Constantinescu             | Amanda Lear                  | Demis Roussos                 | Laura Lavric                | Michael Jackson      | Jean de la Craiova & Andreea Bălan            |                     |
| Mihai Trăistariu      | Bette Midler                   | Snoop Dogg                       | Andrea Bocelli               | Thalía                        | Steliana Sima               | Michael Jackson      | Barbra Streisand                              |                     |
| Romică Țociu          | Boy George                     | Jean de la Craiova               | Liviu Vasilică               | Hussain Al Jassmi             | Constantin Enceanu          | Michael Jackson      | Charlie Chaplin                               |                     |

## Scor total
Legenda
Numere roșii indică concurentul care a obținut cel mai mic scor. Si cei care nu se califica in finala
Numere verzi indică concurentul care a obținut cel mai mare scor.Si cei care se califica in finala
     indică concurentul care a părăsit competiția.
     indică concurentul câștigător.
     indică concurentul de pe locul 2.
     indică concurentul de pe locul 3.
| Concurent             | Cel mai mic scor inclusiv finala | Cel mai mare scor inclusiv finala | 1  | 2  | 3  | 4  | 5  | 6  | 7  | 8  | 9  | 10 | 11 | 12 | 13 | 14 | locuri | Total (1-14) | Finala | Locuri  |
| --------------------- | -------------------------------- | --------------------------------- | -- | -- | -- | -- | -- | -- | -- | -- | -- | -- | -- | -- | -- | -- | ------ | ------------ | ------ | ------- |
| Alexandra Velniciuc   | 17                               | 62                                | 30 | 27 | 48 | 27 | 21 | 37 | 25 | 45 | 62 | 21 | 17 | 29 | 41 | 17 | 8      | 447          | —      | —       |
| Alin Gheorghișan      | 19                               | 68                                | 21 | 52 | 28 | 68 | 37 | 48 | 44 | 19 | 34 | 21 | 29 | 45 | 33 | 33 | 6      | 512          | —      | —       |
| Ana Baniciu și Raluka | 24                               | 72                                | 46 | 64 | 56 | 51 | 40 | 48 | 24 | 56 | 31 | 52 | 47 | 24 | 33 | 37 | 1      | 609          | 72     | Locul 4 |
| Barbara Isasi         | 28                               | 95                                | 52 | 32 | 30 | 36 | 49 | 28 | 46 | 33 | 41 | 42 | 40 | 68 | 28 | 78 | 2      | 603          | 95     | Locul 1 |
| Carmen Rădulescu      | 18                               | 52                                | 31 | 35 | 18 | 41 | 22 | 23 | 39 | 32 | 25 | 33 | 52 | 26 | 29 | 32 | 9      | 438          | —      | —       |
| Connect-R             | 22                               | 82                                | 32 | 31 | 49 | 23 | 68 | 38 | 37 | 22 | 39 | 25 | 50 | 46 | 58 | 37 | 3      | 555          | 82     | Locul 3 |
| Jean de la Craiova    | 18                               | 62                                | 21 | 35 | 39 | 25 | 23 | 45 | 18 | 50 | 27 | 62 | 25 | 29 | 32 | 30 | 7      | 461          | —      | —       |
| Mihai Trăistariu      | 23                               | 83                                | 39 | 29 | 32 | 23 | 43 | 32 | 54 | 39 | 50 | 42 | 24 | 33 | 41 | 38 | 4      | 519          | 83     | Locul 2 |
| Romică Țociu          | 24                               | 68                                | 61 | 28 | 33 | 39 | 30 | 34 | 46 | 37 | 24 | 35 | 49 | 33 | 38 | 31 | 5      | 518          | 68     | Locul 5 |

## Momente speciale
Gianina Corondan va supraveghea transformările din culise. 
Gianina propune noi transformări pentru începutul fiecărei ediții, momente ce reprezintă un omagiu adus artiștilor români.
Ediția 13 este un specială, fiind difuzată de ziua națională. Toate momentele au avut invitați alături de care au cântat concurenții.